# La historia de Mortadelo y Filemón
La historia de Mortadelo y Filemón es una historieta de 6 páginas del autor de cómics español Francisco Ibáñez de 1969 perteneciente a la serie de Mortadelo y Filemón.

## Trayectoria editorial
La historieta se publicó por primera vez con el nombre de La verdadera historia de Mortadelo y Filemón para el Almanaque para 1970 de Gran Pulgarcito. Posteriormente ha sido editada, con otras historietas breves, en el álbum n.º 107 de la primera edición de la Colección Olé, así como en diferentes volúmenes de la colecciones "Ases del Humor" y "Magos del Humor", dando título a los mismos.
Cuando se publicó originalmente en el Almanaque de 1970 de Gran Pulgarcito la última viñeta contenía una felicitación navideña por parte de Mortadelo a los lectores. En posteriores recopilaciones se cambió el bocadillo para que Mortadelo brindara por el éxito futuro de sus misiones e incluso en el Mortadelo Gigante de primavera de 1975 la última viñeta simplemente se eliminó.

## Argumento
En esta historieta, Francisco Ibáñez nos cuenta los inicios de Mortadelo y Filemón, cómo se conocieron, llegaron a ser agentes secretos (fueron los únicos que se presentaron a las pruebas de selección de personal) y también el porqué de la calva de Mortadelo (un invento fallido de Bacterio)
Esta historieta tiene varias incoherencias respecto a Su vida privada, de 1998, como que Mortadelo es originario de una ciudad (luego se diría que era de un pueblo minúsculo) o que ambos se conocieron al empezar a trabajar en la Agencia de Información (mientras que posteriormente se afirmaba que se conocieron por casualidad y se asociaron por su cuenta).